# 上海太阳岛旅游度假区
上海太阳岛旅游度假区位于上海市青浦区的泖岛上，曾是4A级旅游景区，2016年被摘牌。

## 简介
泖岛位于泖河中，靠近淀山湖，面积160公顷，东西宽700米，南北长4000米，自1990年代起开发成为度假区，主要设施为欧式别墅和高尔夫球场，另有保龄球馆、卡丁车赛场、遛马场等。此外，岛上还有一座建于唐乾符年间(874-879)的古塔——泖塔，1959年列为青浦区文物保护单位，1962年被列为市级文物保护单位，并于1998年被国际航标协会理事会批准为100座世界历史文物灯塔之一。